# Die Prinzessin von Neutralien
Die Prinzessin von Neutralien (auch  Ihr Hoheit, die Dollarprinzessin) ist eine deutsche Filmkomödie von 1917.

## Handlung
Die reiche, verwöhnte Ethel Vandergold hat bereits 118 Bewerber um ihre Hand abgewiesen. Diese gründen einen Klub, der zur Aufgabe hat, den Schmierendarsteller Dick Robinson, der sich als Prinz von Seint G'Alt ausgeben soll, zu engagieren, damit sich Ethel in ihn verliebt. Sobald es so weit ist, soll er Ethel verlassen und der Lächerlichkeit preisgeben. Dummerweise verlieben sich beide wirklich ineinander. Da Robinson es nicht mit seinem Gewissen vereinbaren kann, sie auf diese Weise zur Frau zu bekommen, verlässt er sie. Da sie ihn jedoch weiterhin liebt, spielt sie ihm glaubhaft vor, sie habe ihr gesamtes Vermögen verloren. So finden beide doch noch zusammen.

## Hintergrund
Produziert wurde der Film von der Messter-Film GmbH Berlin. Gedreht wurde im Meester-Film-Atelier in der Blücherstraße 32, Berlin. Den Vertrieb übernahm die Hansa-Film-GmbH, den Verleih die Meester-Film selber. Szenenbildner war Ludwig Kainer. 
Der Film hatte eine Länge von vier Akten auf 1376 bzw. 1239 Metern, ca. 75 bzw. 68 Minuten. Die Polizei Berlin erließ ein Jugendverbot (Nr. 40627). Die Nachzensur der Reichsfilmzensur am 7. Mai 1921 ergab dasselbe Ergebnis (Nr. 2172).
Die Uraufführung fand am 1. Juni 1917 im Mozartsaal in Berlin statt.